# Душко Шњегота
Душко Шњегота (Србац, 10. фебруар 1967 — Београд, 28. октобар 2020) био је српски универзитетски професор и доктор економских наука. Бивши је главни ревизор Главне службе за ревизију јавног сектора Републике Српске.

## Биографија
Душко Шњегота је рођен 10. фебруара 1967. године у Српцу. Дипломирао је 1990. на Економском факултету у Бањој Луци. Магистрирао је 2001. године на Пољопривредном факултету у Новом Саду са тезом под називом: „Утврђивање оптималне структуре финансирања приватног сектора у пољопривреди Републике Српске“, а докторирао 2006. на истом факултету дисертацијом: „Управљачко рачуноводство у функцији развоја пољопривредних предузећа“.
Године 2006. изабран је у звање доцента на Економском факултету у Бањој Луци, за предмет Основе рачуноводства, касније Финансијско рачуноводство. Почетком 2012. изабран је у звање ванредног професора. Са преко тридесет научних и стручних радова учествовао је у раду признатих научних и стручних скупова, од чега више пута у иностранству.
Од 2000. до 2008. био је стално запослен у Савезу рачуновођа и ревизора Републике Српске на пословима савјетника за примјену прописа из области рачуноводства, ревизије, финансија и пореза. У часопису Савеза досад је, претежно самостално, објавио преко осамдесет стручних радова из области рачуноводства. Од децембра 2008. до новембра 2012. био је ангажован у Влади Републике Српске на мјесту помоћника министра финансија у Ресору за рачуноводство и ревизију. Одлуком Народне скупштине Републике Српске од новембра 2012. именован је на функцију главног ревизора у Главној служби за ревизију јавног сектора Републике Српске, на мандатни период од седам година.
Посједује лиценце овлашћеног ревизора, овлашћеног рачуновође, овлашћеног процјенитеља, овлашћеног интерног ревизора и судског вјештака економске струке. Служи се енглеским језиком.
Душко Шњегота је преминуо 28. октобра 2020. године у Београду од посљедица вируса корона. Иза себе је оставио супругу и једно дијете.